# Pekarnica
Pekarnica (razg. pekara) je proizvodni i uslužni obrt, prodavaonica i ugostiteljski objekt čija je glavna djelatnost proizvodnja i prodaja pekarskih proizvoda (kruha, peciva i inih). Radno je mjesto pekara. Osim pekarskih proizvoda, pekarnice često prodaju i slastice (najčešće torte i kolače), te različita napitke, najčešće vodu, kavu i sokove.